# Zvonimir Janović
Zvonimir Janović (Bogdašići (Tivat, Crna Gora), 1933.), hrv. kemijski tehnolog

## Životopis
Rođen u Bogdašićima. U Zagrebu odrastao i školovao se. Diplomirao na Kemijsko-tehnološkom odjelu Tehničkog fakulteta 1958. i doktorirao 1969. Studijski se nekoliko puta usavršavao u SAD-u, kod poznatog profesora Carla S. Marvela i kod profesora Jerryja Higginsa). Gostovao na Sveučilištu u Massachusettsu na poziv profesora Otta Vogla. Uz to je studijski boravio u Zapadnoj i Istočnoj Njemačkoj, Poljskoj i Francuskoj. Od 1963. radio je u bio je zaposlen u Institutu OKI u Zagrebu. Nakon četiri godine radi u Ini u odjelu Razvoja i istraživanja. Nakon dugog boravka u gospodarstvu, postao je sveučilišni profesor na svom matičnom fakultetu. Godine 1989. redovni je profesor na Tehnološkom fakultetu, u Zavodu za tehnologiju nafte i petrokemiju. Predavao i na Tehnološkom fakultetu u Splitu i Šumarskom fakultetu u Zagrebu. Vodio je kolegije Kemija petrokemijskih procesa, Polimerna kemija, Kopolimerizacije i kopolimeri te Petrokemijski monomeri i polimeri. Umirovljen 1. listopada 2004., ali je i dalje znanstveno, stručno i društveno pridonosio razvoju znanosti, struke i društva.
Janovićev znanstveni interes i djelatnost obuhvaćali su vrlo široko područje istraživanja naftnih i petrokemijskih procesa i proizvoda. Zapažene su mu publikacije iz područja prerade nafte i prirodnoga plina, pridobivanja nafte i sustava za poboljšanje reoloških svojstava viskoznih kapljevina, s naglaskom na mineralna maziva ulja. Većina radova je iz užeg područja dobivanja, strukture, svojstava i modifikacija polimernih materijala te primjena u naftnim gorivima i mazivima. Istraživao je materijale i procese, od polimerizacije stirena, primjene smjesnih i bifunkcijskih peroksidnih inicijatora, ABS-polimera, modificiranja, preinaka svojstava polietilena, smjese s polistirenom, etilen/propilen elastomera, poli(vinil-klorida), do optimiranja reoloških i poboljšanja elastomernih svojstava. Važni dio opusa su radovi o naftnim gorivima, osobito oni o povećanju oktanskog broja motornih benzina te petrokemijskim procesima.
Za Ministarstvo znanosti, obrazovanja i športa vodio je niz projekata. Autor udžbenika Naftni i petrokemijski procesi i proizvodi (2005. i 2011.) te Polimerizacije i polimeri  (1997.).
Osma knjiga edicije Istaknuti profesori Fakulteta kemijskog inženjerstva i tehnologije posvećena je prof. Zvonimiru Janoviću.

## Vanjske poveznice
- Zvonimir Janović Hrvatska tehnička enciklopedija, portal hrvatske tehničke baštine. LZMK